# Darwinius masillae
Darwinius masillae je druh dávno vymřelých adapiformů, vývojově níže stojících primátů z období eocénu. Zkamenělina tohoto malého primáta byla objevena v roce 1983 v sedimentech proslulého německého naleziště Messel. Fosílie, která byla označena přídomkem Ida, má stáří asi 47 milionů let. Patří mladé (nedospělé) samičce o celkové délce 58 cm (z toho tělo a hlava měří 24 cm). Dle odhadů tvoří tato míra asi 80-85 % maximální délky v dospělém věku.
Jméno pravěkého primáta bylo zvoleno jako pocta otci evoluční teorie Charlesi Darwinovi, od jehož narození v roce popisu uplynulo právě 200 let. Druhové jméno massilae pak odkazuje k lokalitě objevu, Messelu. Ida představuje kontroverzní fosílii, o jejímž významu se vědci stále přou. Autoři popisné studie zastávají názor, že jde o přechodný článek mezi primitivnějšími primáty a vyspělejšími "antropoidními" zástupci. S tím však mnozí další paleontologové nesouhlasí.